# Megachile albopunctata
Megachile albopunctata là một loài Hymenoptera trong họ Megachilidae. Loài này được Jörgensen mô tả khoa học năm 1909.